# 1995-ös Amstel Gold Race
Az 1995-ös Amstel Gold Race volt a 30. holland kerékpárverseny. Április 22-én került megrendezésre, össztávja 256 kilométer volt. Végső győztes a svájci Mauro Gianetti lett.

## Végeredmény
|    | Versenyző          | Idő           |
| -- | ------------------ | ------------- |
| 1  | Mauro Gianetti     | 6 óra 38' 52" |
| 2  | Davide Cassani     | a.i.          |
| 3  | Beat Zberg         | + 27"         |
| 4  | Olaf Ludwig        | + 27"         |
| 5  | Jesper Skibby      | + 27"         |
| 6  | Alberto Elli       | + 27"         |
| 7  | Johan Museeuw      | + 27"         |
| 8  | Steven Rooks       | + 27"         |
| 9  | Gianluca Bortolami | + 27"         |
| 10 | Michele Bartoli    | + 27"         |